# گمینا دووتوو
گمینا دووتوو (به لهستانی:  Gmina Dłutów) یک گمینا در لهستان است که در شهرستان پابیانیتسه واقع شده‌است. گمینا دووتوو ۱۰۰٫۴۷ کیلومتر مربع مساحت و ۴٬۱۶۷ نفر جمعیت دارد.